# 埃吉蘇-朱阿本區
埃吉蘇-朱阿本區（英語：Ejisu-Juaben Municipal District）曾是迦納阿散蒂大區轄下的區。其區域面積637平方公里，2010年人口143,762人。埃吉蘇（Ejisu）為該區的首府。
1989年3月10日設立，初稱埃吉蘇-朱阿本縣（Ejisu-Juaben District），2007年升格（2008年2月29日生效）為市級區，然而於2018年3月15日拆分成埃吉蘇區與朱阿本區等兩區而廢除。

## 外部連結
- . Statoids.
- GhanaDistricts.com